# Idris (profeta)
Idris ou Edris (árabe:إدريس), significa "o sábio", e é uma das designações de um mais importantes profetas no Islão, estando associado aquele que é conhecido na Bíblia como o misterioso Enoque.
No Alcorão ele é o profeta predecessor de Nuh (Noé). Ele é o mais importante entre aquele e Adão.
No livro "The Prophet of God Idris: Nabiyullah Idris" ("Idris o Profeta de Deus: Nabiyullah Idris" ), Idris é o nome alcorânico de Enoque.
Ele é mencionado no Alcorão como preferido por Deus, que o elevou até Ele (no livro de Enoch da Bíblia, preservado pela comunidade cristã Etíope, pode ler-se que ele foi elevado até o nível da cabeça de Deus); Idris pediu para voltar novamente para a Terra, para a região de Gizan (atual Giza no Egito) onde ele lecionou as pessoas a escrever, e descreveu ter visto em sua jornada as nascentes da água (a neve nos topos das montanhas, especialmente nas áreas polares) e os fundamentos por trás da astronomia.
Ele descreveu ainda diferentes céus onde ele viu diabos e jins aprisionados e sendo atormentados pelos anjos, alguns deles à espera de punição.
É possível que se tenha construído pirâmides em reverência a ele, uma vez que esta foi a região onde ele ascendeu novamente ao céu e nunca mais voltou para sua família.
É possível que ele seja o verdadeiro homem por trás do mito de Osíris.
Tal como esse deus egípcio ou antes Toth e como Sábio que se afirma, Idris é reconhecido por ter aprendido muitas habilidades ou por ter inventado coisas as quais a humanidade actualmente usa como a escrita, a matemática, a astronomia, etc. De acordo com a tradição islâmica, na época dele as pessoas se tinham esquecido de Deus e o mundo foi por isso punido com a estiagem. Contudo, Idris orou pelos seres humanos e começou a chover, acabando com ela.
Essa sapiência está perfeitamente de acordo com o que investigador e teólogo galês Edward Davies quando diz que o seu mitológico nome e personagem para os "cristãos orientais", ainda no seu tempo, no inicio do séc. XIX, estaria associado ao lendário sábio Hermes Trismegisto.
Mesmo a mitologia galesa também fala sobre um Idris, um gigante ou o grande, que afirma que este teria por trono a Cadair Idris (cadeira de Idris, em galês), uma montanha que se dá por esse nome da província de Gwynedd, onde segundo a tradição se sentava e que teria fundado nesse lugar uma escola, onde se lecionava astronomia e possivelmente astrologia, do qual ele seria mestre . O nome Idris é hoje comum nessa região, no País de Gales (uma das quatro nações que constituem o Reino Unido), em memória desse famoso professor ancestral dos «druídas».

## Ligação externa
- O Profeta Idris